# Šindžuku (Tokio)

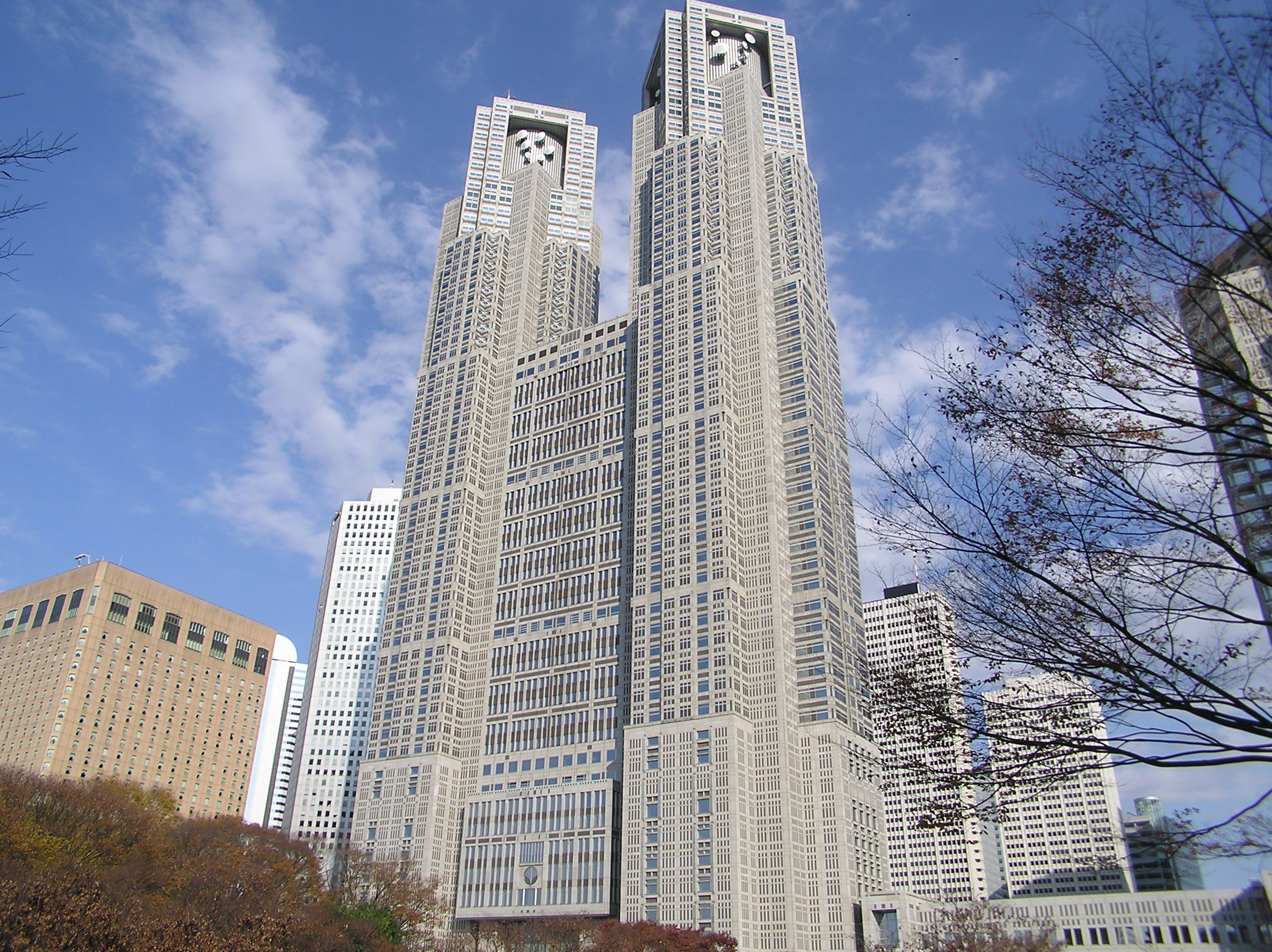
Budova metropolitní vlády (radnice)

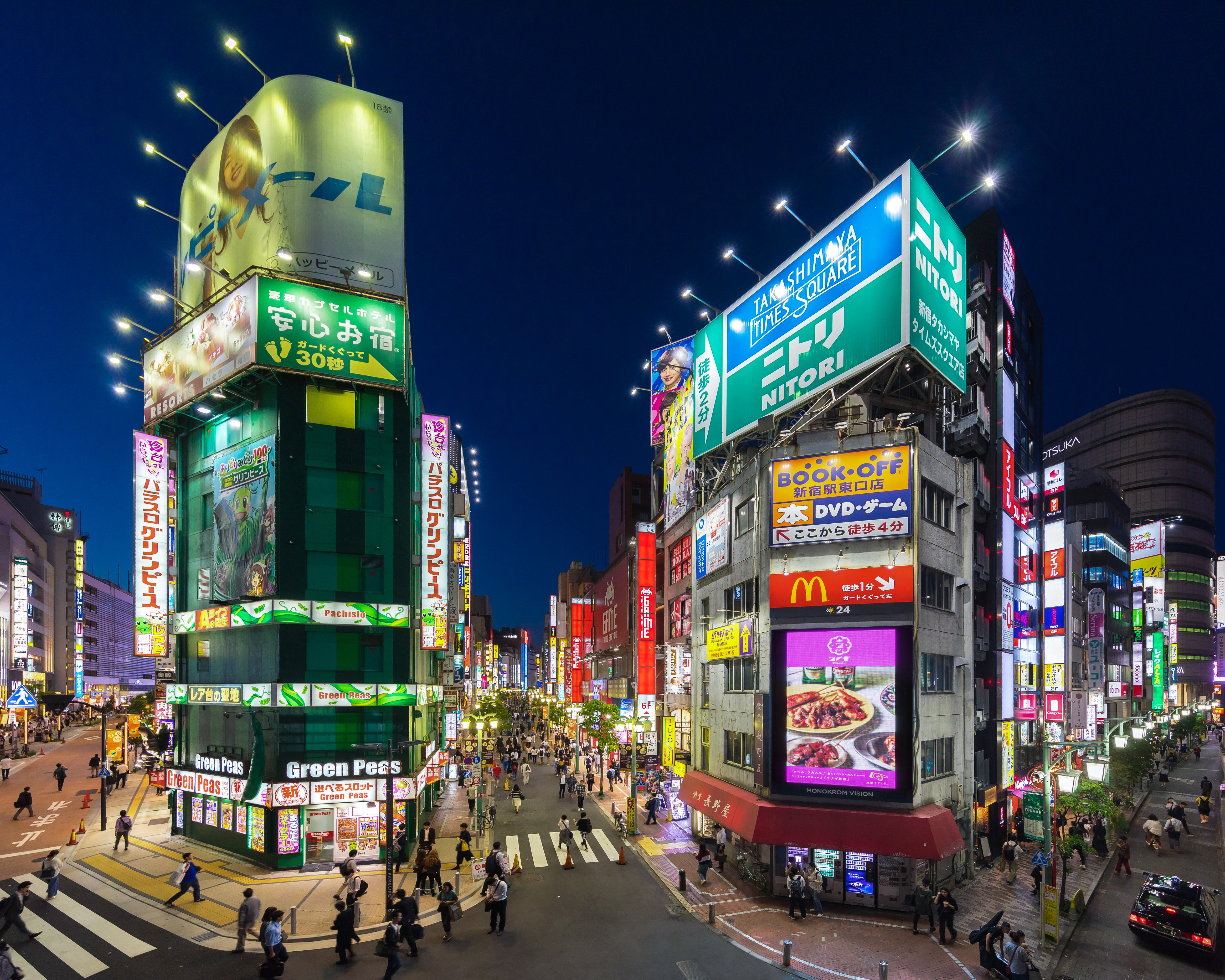
Fasáda restaurace Green Peas a budovy Nitori s neony v Šindžuku během modré hodiny

Šindžuku (japonsky 新宿区; Šindžuku-ku) je jednou z 23 (speciálních) čtvrtí města Tokio v Japonsku. Je to jedno z hlavních obchodních a administrativních center oblasti Tokia. V Šindžuku se nachází nejvytíženější železniční nádraží na světě, stanice Šindžuku. Je také sídlem Tokijské radnice a tím de facto „hlavním městem“ prefektury Tokio. V budově Tokijské radnice neboli Točó je vyhlídka na okolí zdarma. Šindžuku je také známé vysokou koncentrací obchodních domů, obchodů s elektronikou, kin, hotelů a barů. Nachází se tu Národní zahrady Šindžuku gjoen, největší japonská „čtvrť červených luceren“ se jménem Kabukičó i Tokijská opera.
V Šindžuku žije přibližně 349 tisíc obyvatel, hustotu zalidnění činí 17 140 obyvatel/km² a celková rozloha je 18,23 km².
V Šindžuku žije (legálně) nejvíce cizinců v oblasti Tokia. K 1. listopadu 2004 to bylo 28 252 lidí 107 národností. Nejvíce jich pochází z Koreje (Severní i Jižní), Číny, Francie, Myanmaru a Filipín. Díky koncentraci cizinců zde má zastoupení i mnoho „západních“ řetězců jako McDonald's a mezinárodní sítě hotelů.

## Partnerská města
- Lefkada, Řecko
- Tiergarten (dnes Berlin-Mitte), Berlín, Německo
- Tung-čcheng, Peking, Čína